# CD3

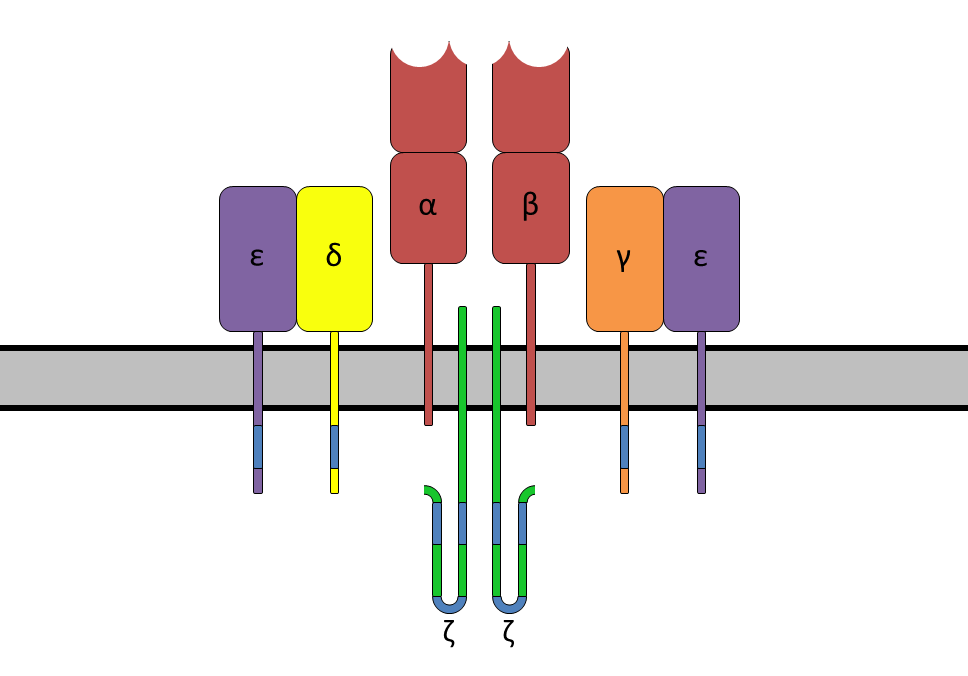
Struktura kompleksu TCR-CD3. Łańcuchy peptydowe α i β tworzą razem TCR, łańcuchy γ, δ, ε i ζ stanowią kompleks CD3.

CD3 (ang. cluster of differentiation 3) – główny marker limfocytów T. Jest to złożony z kilku cząsteczek białkowych koreceptor tych komórek, składający się z czterech różnych łańcuchów peptydowych. U ssaków w skład kompleksu CD3 wchodzą: łańcuch CD3γ, łańcuch CD3δ, dwa łańcuchy CD3ζ i dwa łańcuchy CD3ε. Razem z receptorem limfocytu T tworzą one kompleks TCR (ang. T-cell receptor), który jest odpowiedzialny za dostarczenie aktywującego sygnału do limfocytów T. Mimo że w literaturze naukowej łańcuch ζ jest wciąż nazywany jako CD3ζ, oficjalna nazwa tego peptydu w nomenklaturze CD to CD247.

## Historia
W roku 1979, w wyniku prac nad izolacją przeciwciał monoklonalnych produkowanych na bazie limfocytów B uzyskiwanych od zwierząt immunizowanych ludzkimi leukocytami, zidentyfikowano przeciwciało oznaczone jako OKT3, które wiązało się z ludzkimi limfocytami T, ale nie z limfocytami B, granulocytami, monocytami i komórkami NK. Przeciwciało OKT3 okazało się istotne nie tylko ze względu na reaktywność względem określonej grupy leukocytów, ale także ze względu na wywoływanie aktywacji limfocytów T. W roku 1980 wykazano, że przeciwciało OKT3 reaguje swoiście z limfocytami T wykrywanymi standardowo wówczas stosowanym testem rozetkowym. Rok później Chang i wsp. opisali antygen reagujący z przeciwciałem OKT3 jako element kompleksu odpowiedzialnego za rozpoznawanie antygenów przez komórki T. Na podstawie tych i innych badań przeciwciało OKT3 zostało uznane za cząsteczkę reagującą z molekułą swoistą dla limfocytów T i w ramach prac konferencji Human Leukocyte Differentiation Antigens (HLDA), która ustala nomenklaturę CD, antygen rozpoznawany przez przeciwciało OKT3 uzyskał oficjalną nazwę CD3.

## Ekspresja
Każdy z łańcuchów CD3 jest kodowany przez osobny gen:
- łańcuch CD3γ jest kodowany przez gen CD3G, u człowieka zlokalizowany na chromosomie 11q23[9],
- łańcuch CD3δ jest kodowany przez gen CD3D, również zlokalizowany na chromosomie 11q23[10],
- łańcuch CD3ζ jest kodowany przez gen CD247 (dawniej CD3Z), znajdujący się na chromosomie 1q22-q25[3]. W wyniku alternatywnego splicingu łańcuch CD3ζ może być wytwarzany w formie zawierającej mniej motywów aktywujących limfocyty i jest wtedy określany jako CD3η. Ta forma białka jest produkowana głównie w tymocytach i zastępuje częściowo CD3ζ w kompleksach TCR. mRNA dla CD3η wykrywany jest także w dojrzałych limfocytach T, jednak jego zawartość jest znacznie mniejsza (10 razy i więcej), niż mRNA dla CD3ζ, stąd też uważa się, iż CD3η pełni swe funkcje głównie w trakcie rozwoju limfocytów T[11].

W trakcie rozwoju limfocytów T w grasicy ekspresję białek CD3 stwierdzić można na etapie protymocytu, jednak tylko w cytoplazmie komórki. Podobna sytuacja występuje na etapie pretymocytu, jednak z chwilą zapoczątkowania ekspresji łańcuchów TCRα i TCRβ cząsteczki CD3 pojawiają się również w błonie komórkowej. Błonowa (powierzchniowa) ekspresja CD3 jest charakterystyczna dla każdego dalszego stadium rozwojowego limfocytów T i utrzymuje się do końca życia komórki.
Poza limfocytami T słabą ekspresję CD3, zlokalizowaną jedynie w cytoplazmie, stwierdzono w komórkach Purkiniego.

## Struktura
Łańcuchy peptydowe CD3γ, CD3δ i CD3ε należą do tej samej nadrodziny immunoglobulin i wykazują silne podobieństwo w sekwencji aminokwasowej i strukturze. Wszystkie one posiadają zewnątrzkomórkową domenę immunoglobulinopodobną, następnie helikalny fragment przechodzący przez błonę komórkową oraz ogon cytoplazmatyczny, zawierający aktywujące sekwencje ITAM. Każdy z łańcuchów γ,δ i ε zawiera dwa motywy ITAM. Z kolei łańcuch CD3ζ nie posiada zewnątrzkomórkowej domeny immunoglobulinowej, zawiera natomiast cztery motywy ITAM w części cytoplazmatycznej. Wariant CD3η posiada trzy motywy ITAM. Region transbłonowy każdej z cząsteczek CD3 jest ujemnie naładowany, co w rezultacie prowadzi do tworzenia kompleksu z dodatnio naładowanymi łańcuchami TCR. W ten sposób dochodzi do tworzenia kompleksów: TCRα-CD3γ-CD3ε-CD3ζ-CD3ζ oraz TCRβ-CD3δ-CD3ε, które razem tworzą pełny kompleks TCR. 

## Funkcja
Same łańcuchy TCR posiadają jedynie krótką sekwencję cytoplazmatyczną, która nie przekazuje sygnału. Funkcję tę spełniają właśnie łańcuchy CD3, które po związaniu antygenu przez TCR zapoczątkowują kaskadę sygnałową w limfocytach T poprzez rekrutację kinazy ZAP70 na skutek fosforylacji reszt tyrozyny w motywach ITAM.

## CD3 jako cel terapeutyczny
Limfocyty T są komórkami, które w znacznej mierze odpowiadają za rozwój zapalenia. Z tego względu czynniki, których działanie w założeniu miałoby hamować aktywację CD3 (a w związku z tym limfocytów T), są testowane pod kątem właściwości przeciwzapalnych w chorobach autoimmunizacyjnych i cukrzycy typu 1.

## Zastosowanie w badaniach naukowych i diagnostyce
Ze względu na fakt, że białko CD3 jest charakterystyczne dla limfocytów T, jego oznaczanie znajduje szerokie zastosowanie w badaniach naukowych. Przeciwciała monoklonalne skierowane przeciwko CD3 i koniugowane z barwnikami fluorescencyjnymi lub enzymami umożliwiają oznaczenie frekwencji lub liczby tych komórek we krwi i tkankach przy użyciu metod cytometrycznych oraz immunohistochemicznych. 
W diagnostyce oznaczanie CD3 jest szczególnie użyteczne w przypadku białaczek. 